# ديفيد إي مولر
ديفيد يوجين مولر (2 نوفمبر 1924 - 27 أبريل 2008) كان عالم رياضيات وعالم كمبيوتر أمريكي. كان أستاذاً للرياضيات وعلوم الكمبيوتر في جامعة إلينوي (1953-1992)، عندما أصبح أستاذاً فخريًا، وكان أستاذاً مساعداً للرياضيات في جامعة ولاية نيو مكسيكو (1995-2008). حصل مولر على درجة البكالوريوس في عام 1947 وشهادة الدكتوراه عام 1951 في الفيزياء من جامعة كاليفورنيا للتكنولوجيا. منحت جامعة باريس شهادة الدكتوراه الفخرية في عام 1989.  لقد كان مخترع Muller C-element، وهو جهاز يستخدم لتنفيذ الدوائر غير المتزامنة في أجهزة الكمبيوتر الإلكترونية. علاوة على ذلك، ابتكر Muller automata، وهو نموذج آلي لكلمات غير محدودة. في نظرية المجموعة الهندسية، يُعرف مولر بنظرية Muller-Schupp، بالاشتراك مع بول شوب، الذي يصف المجموعات المجانية التي تم إنشاؤها فعليًا على أنها مجموعات تم إنشاؤها نهائيًا بمشكلة كلمة خالية من السياق. 

## عائلة
كان ديفيد إي مولر هو ابن هيرمان جوزيف مولر وجيسي جاكوبس مولر أوفرمان (جيسي ماري جاكوبس سابقًا). ولد في أوستن، تكساس، عندما درس والديه في جامعة تكساس. كانت والدته واحدة من أوائل النساء اللاتي حصلن على درجة الدكتوراه. في الرياضيات في الولايات المتحدة، ونسب إليها الفضل في اهتمامه المبكر بالرياضيات. فقدت منصبها كمدرس في الرياضيات البحتة في تكساس لأنها أصبحت حاملاً، ووفقًا لكاتب سيرمان هيرمان جوزيف مولر، «شعر زملاؤها أن الأم لا تستطيع إيلاء الاهتمام الكامل لواجبات الفصل الدراسي وتبقى أماً جيدة». عندما كان طفلاً كان مع والديه في برلين ولينينغراد في 1933-1934. تم حل عائلته في الاتحاد السوفيتي. عاد إلى أوستن مع والدته في يوليو 1934. حصلت والدته على الطلاق في تكساس في صيف عام 1935. في وقت ما بين أكتوبر 1935 ويناير 1936، تزوجت جيسي مولر من كارلوس ألبرتو أوفرمان، الذي كان يعمل في مختبر مولر وكان في زيارة إلى أوستن من الاتحاد السوفيتي في ذلك الوقت. غادر هيرمان جوزيف مولر الاتحاد السوفيتي في عام 1937 بعد بدء الاضطهاد السياسي لستالين. بعد إقامة قصيرة في مدريد وباريس، في سبتمبر 1937، انتقل هيرمان إلى إدنبرة، حيث تزوج من دوروثيا كانتوروفيتش في مايو 1939. كان لديهم ابنة، هيلين جولييت. حصل هيرمان جوزيف مولر على جائزة نوبل في علم وظائف الأعضاء أو الطب عام 1946.
توفي ديفيد مولر في عام 2008 في لاس كروسيس، نيو مكسيكو. لقد نجا من قبل أولاده، تشاندرا إل. مولر وكينيث ج. مولر. أخته غير الشقيقة، هيلين ج. مولر، أستاذ فخري بجامعة نيو مكسيكو. توفي من قبل زوجته أليس ميمي مولر، التي توفيت في أوربانا، إلينوي، في عام 1989، وتطلقت (بعد وفاتها) في عام 2009 من زوجته الثانية، دينيس إمبنس مولر، في لاس كروسيس، نيو مكسيكو.